# جرت برچمن
جرت برچمن (انگلیسی: Jarret Brachman؛ زادهٔ) یک متخصص تروریسم آمریکایی است. نویسنده «جهادگرای جهانی: نظریه و تمرین» و مشاور یک سازمان دولتی در مورد تروریسم است.

## آموزش و حرفه
او فارغ‌التحصیل کالج آگوستینا (لیسانس، ۲۰۰۰) و دانشگاه دلاویر (فوق لیسانس، ۲۰۰۲؛ دکترا، ۲۰۰۶) می‌باشد.
او یکی از فارغ التحصیلان سابق سازمان اطلاعات مرکزی (۲۰۰۳) و مدیر سابق تحقیق در مرکز مبارزه با تروریسم وست پوینت (۲۰۰۴–۰۸) است.
او عبارت «جهش گرایانه» را در کتاب «جهادگرای جهانی: نظریه و تمرین» در سال ۲۰۰۸ به کار برد. این واژه به معنای فردی است که عضو فعال یک سازمان جهادی خشونت‌آمیز مانند القاعده یا الشباب سومالی نیست، اما با شیفتگی و شور و شوق عاشق جهاد و اسلام رادیکال است.
برچمن، مدیر عامل شرکت کرونوس گلوبال (Cronus Global LLC) و یک دانشمند غیرنظامی در دانشگاه ایالتی داکوتای شمالی است، به‌طور منظم مقامات دولتی را در مورد مسائل مربوط به تروریسم بریف می‌کند.
برچمن در سال ۲۰۱۳ به مدیریت تیم حادثه اضطراری ولز فارگو پیوست.

## آثار
- سرقت کتابنامه القاعده، جارت م. برچمن، ویلیام ف. مک کانز، مرکز مبارزه با تروریسم، آکادمی نظامی ایالات متحده، ۲۰۰۶
- اطلس ایدئولوژی شبه نظامیان تحقیق مختصر تحقیق، ویلیام مک کینز، جارت براچمن، آکادمی نظامی ایالات متحده، مرکز مبارزه با تروریسم، ۲۰۰۶
- تروریسم و تجربه آمریکایی: ساختار، مبارزه و مبارزه با تروریسم از سال ۱۷۹۳، جارت م. برچمن، دانشگاه دلاور، ۲۰۰۷
- جهادگرای جهانی جهانی: نظریه و عمل، جارت براچمن، تیلور و فرانسیس، ۲۰۰۸، شابک ‎۰−۴۱۵−۴۵۲۴۱−۴، شابک ‎۹۷۸−۰−۴۱۵−۴۵۲۴۱−۰
- جرت برچمن (۲۰۰۹-۰۹-۱۰). اسامه بعدی؛ در هشتمین سالگرد ۱۱ سپتامبر، زمان آن است که در نهایت برای مقابله با القاعده ترسناک به سوی مدرنیزاسیون رفت- و شیخ کاریزماتیکی که رهبری می‌کند ". فارن پالیسی.
- جرت برچمن (۲۰۱۲-۰۶-۰۸). «یک نیروی متحد از دست رفته». فارن پالیسی.